# American Chemical Society
American Chemical Society (Societatea Americană de Chimie, abreviat ACS) este o societate științifică cu sediul în Statele Unite ale Americii, care sprijină cercetarea științifică în domeniul chimiei. Înființată în 1876 la Universitatea din New York, ACS are în prezent peste 155.000 de membri aflați în toate nivelurile de studii și în toate domeniile chimiei, ingineriei chimice și în domenii conexe. Este una dintre cele mai mari societăți științifice din lume după numărul de membri.